# Jerry B. Jenkins
Jerry Bruce Jenkins (Michigan, 23 settembre 1949) è uno scrittore e biografo statunitense.
Jenkins ha scritto oltre 220 libri, vendendo complessivamente oltre 70 milioni di copie in tutto il mondo specializzandosi in vari generi come la biografia, l'auto-aiuto, sentimentale, mystery, fantascienza e young adult. Le sue opere sono incentrate molto spesso sulla fine del mondo e temi escatologici. È noto principalmente per la saga Left Behind composta da sedici libri scritta assieme a Tim LaHaye dal 1995 al 2007. Dal primo capitolo della serie è stato tratto il film Prima dell'apocalisse (2000) e successivamente Left Behind - La Profezia (2014). Il 24 maggio 2004 i due autori sono apparsi in copertina sul magazine Newsweek con uno speciale dedicato a loro intitolato "The New Prophets of Revelation". LaHaye, che ha concepito il soggetto della saga, ha contribuito ai riferimenti teologici dell'Apocalisse presenti nella saga, mentre Jenkins ha provveduto alla scrittura. La serie Left Behind ha riscosso un grande successo di pubblico arrivando a vendere un totale di più di 60 milioni di copie in tutto il mondo.
Jenkins e LaHaye, grazie alla serie di Left Behind si sono classificati al nono posto per numero di copie vendute su Amazon.com durante i primi dieci anni di attività del sito.
Nel 1997 Jenkins ha scritto l'autobiografia Just As I Am. Jenkins e la moglie Dianna hanno avuto tre figli, tra cui Dallas Jenkins, creatore della popolare serie televisiva The Chosen.
Nel 2004 il suo romanzo fantascientifico Soon, primo capitolo della trilogia Underground Zealot, ha vinto il Premio Christy per il libro futuristico.